# Trần Thùy
Trần Thùy là Thiếu tướng Công an nhân dân Việt Nam đã nghỉ hưu. Ông nguyên là Phó Giám đốc Công an thành phố Hà Nội và Thủ trưởng cơ quan Cảnh sát điều tra Công an thành phố Hà Nội đến năm 2014.

## Tiểu sử
Tháng 4 năm 2006, Đại tá Trần Thùy, Phó Giám đốc Công an tỉnh Hà Tây được Chủ tịch nước Việt Nam trao tặng Huân chương Chiến công hạng ba.
Tháng 12 năm 2006, Trần Thùy là Đại tá, Phó Giám đốc Công an tỉnh Hà Tây.
Từ tháng 4 năm 2009 đến tháng 6 năm 2011, Trần Thùy là Đại tá, Phó Giám đốc Công an thành phố Hà Nội.
Tháng 8 năm 2012, Trần Thùy là Thiếu tướng, Phó Giám đốc Công an thành phố Hà Nội.
Trần Thùy từng là Thủ trưởng cơ quan Cảnh sát điều tra Công an thành phố Hà Nội.
Tháng 1 năm 2014, Thiếu tướng Trần Thùy xin thôi chức vụ Thủ trưởng cơ quan Cảnh sát điều tra Công an thành phố Hà Nội và nghỉ hưu trước tuổi, kế nhiệm ông là đại tá Nguyễn Duy Ngọc.